# حسن القره داغي
الميرزا حسن بن باقر بن أحمد بن لطف علي خان بن محمد صادق القره داغي التبريزي (1268 هـ - 1337 هـ). هو رجل دين وفقيه ومرجع شيعي إيراني (آذري) يطلق عليه لقب المجتهد، وقد كانت له في فترة من الفترة الزعامة الدينية للشيعة الإثني عشريَّة في مناطق آذربيجان إذ يقول محسن الأمين في ترجمته له: ”صار أكبر زعيم ديني في آذربيجان“.

## ولادته ونشأته
كانت ولادته في تبريز التي إليها نسبته التبريزي، وكان ذلك سنة 1268 هـ، وبها بدأ حياته العملية في المسلك الديني، فتعلم في موطنه مبادئ العلوم الدينية.

## هجرته إلى العراق
خرج إلى العراق بعد أن أتمَّ دراسة شيء من المتون الحوزوية، واستطون مدينة النجف والتحق بحوزتها العلميَّة، وحضر دروس محمد حسن الشيرازي، وحسين الترك، ومحمد الإيرواني، وحبيب الله الرشتي، ومحمد الشرابياني، وعلي بن فتح الله النهاوندي وغيرهم.

## رجوعه لموطنه
عاد إلى موطنه تبريز بعد سنوات من مكوثه في العراق، وفي تبريز تصدَّى للوظائف الدينية، واستوثق له الأمر، ورجع إليه الناس في أمور الفُتيا، وصار أكبر زعيم ديني في آذربيجان.

## وفاته
توفي في تبريز ليلة الخميس في التاسع من جمادى الثانية 1337 هـ، ونقلت جنازته إلى النجف حيث دفن في مقبرتهم هناك.

## مؤلفاته
من مؤلفاته ومصنفاته:
| - تشريح الأصول. احتمل آغا بزرگ الطهراني في ذكره لهذا الكتاب في موسوعته الذريعة إلى تصانيف الشيعة أن القره داغي قد اقتبس اسم كتابه من اسم كتابٍ يحمل نفس الاسم من تأليف أستاذه علي بن فتح الله النهاوندي. | - رسالة في مقدمة الواجب. - كتاب الطهارة. - رسالة عملية. |

### كتب
- أعيان الشيعة. محسن الأمين، طبع بيروت - لبنان، تاريخ الطبع مفقود، منشورات دار التعارف.
- الذريعة إلى تصانيف الشيعة. آغا بزرگ الطهراني، طبع بيروت - لبنان، تاريخ الطبع مفقود، منشورات دار الأضواء.

### إشارات مرجعية
1. 1 2 3 4 5 6  
الأمين، محسن. أعيان الشيعة - ج5. ص. 27. مؤرشف من الأصل في 2019-12-15.
2. ↑  كامل سلمان الجبوري (2003). معجم الأدباء من العصر الجاهلي حتى سنة 2002م. بيروت: دار الكتب العلمية. ج. 3. ص. 168. ISBN:978-2-7451-3694-7. LCCN:2003489875. OCLC:54614801. OL:21012293M. QID:Q111309344.
3. ↑  الطهراني، آغا بزرگ. الذريعة إلى تصانيف الشيعة - ج4. ص. 185. مؤرشف من الأصل في 2020-01-10.